# Joaquim Reig
Joaquim Reig Rodríguez (Valencia, 27 de octubre de 1896 - Madrid, 16 de junio de 1989) fue un político y empresario español, diputado en Cortes por Valencia durante la Segunda República española.

## Biografía
Se licenció en derecho en 1916 y fue miembro del cuerpo jurídico militar de 1919 a 1925, aunque había sido miembro de la Joventut Valencianista y en 1918 fue uno de los fundadores con Ignasi Villalonga de la Unión Valencianista Regional. Hasta 1924 fue el director del periódico La Correspondencia de Valencia, órgano del partido. En 1932 Reig y Villalonga fundarían también El Camí.
Se convirtió en jefe del partido al proclamarse la Segunda República Española, fue concejal del ayuntamiento de Valencia en 1931-1934, y formó parte de la comisión proestatuto y de la minoría valencianista de la corporación municipal. Desaparecido su partido, en las elecciones de 1933 fue elegido diputado por la Lliga Catalana merced su amistad con Francesc Cambó. Intentó rehacer su antiguo partido, y promovió el Centre d'Actuació Valencianista en 1933. También fue director del Centre de Cultura Valenciana en 1932, pero fue muy criticado por los políticos valencianistas por apoyar la iniciativa de su partido de llevar al Tribunal de Garantías Constitucionales la Ley de Contratos de Cultivo aprobado por el Parlamento de Cataluña.
Al estallar la guerra civil española alcanzó el grado de comandante del ejército y escapó a París, donde colaboró con Joan Estelrich en el Bureau de Information Espagnole, oficina propagandística de apoyo al nuevo régimen de Francisco Franco creada por Francesc Cambó. Tras la guerra fue director del Banco de Valencia, vicepresidente del Banco Central y miembro del consejo de administración de empresas como Construcciones Devis (después MACOSA), Autopistas Mare Nostrum, Dragados y Construcciones, Industrias Químicas Canarias y Obras y Finanzas.